# Monte Kirkpatrick
O Monte Kirkpatrick é uma montanha da Antártida com 4528 metros de altitude. Fica na cordilheira da Rainha Alexandra, a 8 km a oeste do monte Dickerson. É o ponto mais alto da cordilheira Transantártica. Descoberto e designado pela expedição Nimrod em 1908-1909, este monte deve o seu nome a um homem de negócios de Glasgow, que foi um dos patrocinadores da expedição. Também se chama monte Kilpatrick. É um pico ultraproeminente.
No monte Kirkpatrick situa-se a jazida de fósseis mais importante da Antártida, a chamada formação Hanson. Descobriram-se fósseis de Tritylodontidae, Plateossauro, Cœlophysis e Dilophosaurus. 